# E.T. Extraterestrul
 E.T. Extraterestrul  (titlul original în engleză: E.T. the Extra-Terrestrial) este un film științifico-fantastic lansat în 1982, câștigător al mai multor premii Oscar. A fost regizat de Steven Spielberg, iar scenariul a fost redactat de Melissa Mathison. Efectele speciale au fost create de Carlo Rambaldi și Dennis Muren. Din distribuție fac parte Henry Thomas, Dee Wallace, Robert MacNaughton, Drew Barrymore și Peter Coyote. Filmul relatează povestea unui băiat, Elliot, care se împrietenește cu un extraterestru botanist eșuat pe Pământ, numit E.T., care încearcă să se întoarcă acasă pe planeta lui. Elliott, împreună cu prietenii săi, încearcă să-l ajute să se întoarcă acasă, încercând în același timp să îl ascundă de mama sa și de autorități.
Conceptul filmului s-a bazat pe prietenul imaginar pe care Spielberg l-a creat după ce părinții săi au divorțat în 1960. În 1980, Spielberg s-a întâlnit cu Melissa Mathison și a elaborat o nouă poveste care a pornit de la proiectul de film Night Skies. Filmările au avut loc în California, începând cu luna septembrie până în luna decembrie a anului 1981, cu un buget de 10,5 milioane de dolari. Spre deosebire de alte pelicule, scenele au fost filmate în ordine cronologică, pentru ca actorii tineri să ofere un joc actoricesc mai emoționant și mai credibil.
Produs de Amblin Entertainment și distribuit de către Universal Pictures, filmul s-a dovedit a fi un succes comercial, depășind ca încasări Războiul stelelor - Episodul IV: O nouă speranță. Timp de zece ani a fost filmul cu cele  mai mari încasări din toate timpurile, până a fost depășit în 1993 de un alt film de-al lui Steven Spielberg, Jurassic Park. În prezent este al patruzeci și șaselea film ca încasări și filmul cu cele mai mari încasări în anii 1980. Filmul a fost și un succes critic, cu una din cele mai bune povești de dragoste ecranizată vreodată, conform unui chestionar ținut de Rotten Tomatoes.  A fost lansat prima dată în cinematografe în 1982, relansat în 1985 și apoi relansat în 2002 ca o ediție aniversară, cu scene modificate și adăugate.

## Povestea
Într-o rulotă albă din California, un grup de botaniști SHREKS strâng mostre de floră. Când agenții guvernamentali își fac apariția, extratereștri scapă cu ajutorul unei nave spațiale, lăsând în urmă pe unul dintre ei. Povestea continuă într-o casă suburbană, unde un băiat de zece ani pe nume Elliott își petrece timpul cu fratele său Michael, în vârstă de 16 ani, și prietenii săi. După ce le aduce acestora pizza, Elliott descoperă că ceva se ascunde în magazia de scule. El vede creatura dar ea scapă. Deși familia nu îl crede că a văzut un extraterestru, Elliott îl atrage din pădure până în dormitorul lăsând o urmă de bomboane Reese's Pieces. Înainte de a merge la culcare, Elliott își dă seama că extraterestrul îi imită toate mișcările. Următoarea zi, Elliott se dă drept bolnav pentru a scăpa de școală, astfel putându-se juca cu extraterestrul. Tot în acea zi, Michael și sora sa de cinci ani Gertie află de existența sa. Ei decid să-l ascundă de mama lui Elliott. Când este întrebat de unde provine, extraterestrul levitează mai multe mingi care reprezintă sistemul solar și arată faptul că are puteri vindecătoare, înviind o plantă moartă.
Următoarea zi Elliott se află la școală, unde începe să experimenteze o conexiune psihică cu extraterestrul. El dă semne de intoxicare, deoarece extraterestrul consumase bere, iar la ora de biologie le dă drumul tuturor broaștelor. Atunci când extraterestrul vede un film cu John Wayne sărutând-o pe Maureen O'Hara în Omul liniștit, Elliott face același lucru cu o fată pe care o plăcea.

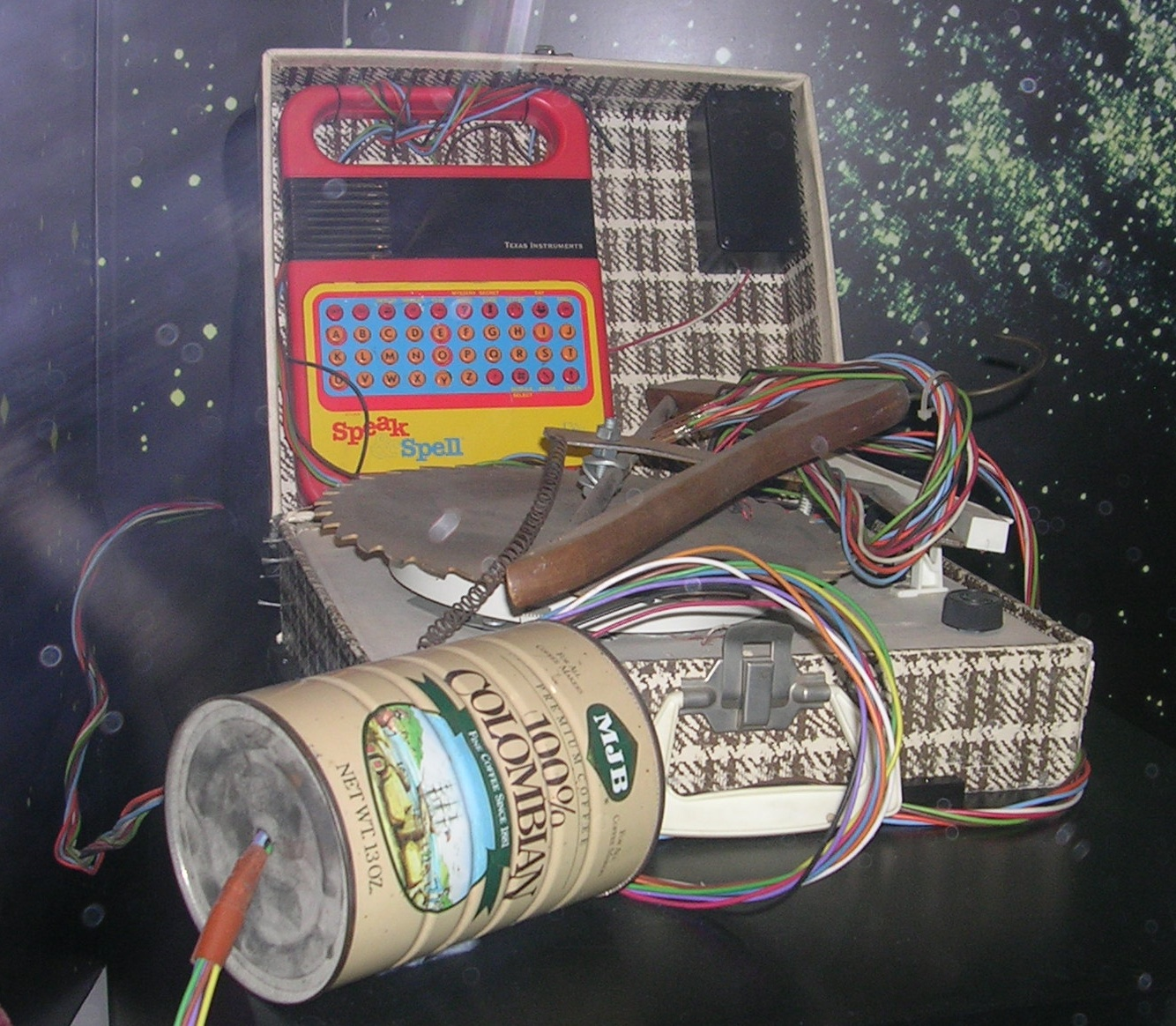
Dispozitiv de comunicare improvizat folosit de E.T. pentru a suna acasă. Printre componentele acestuia se află Speak & Spell, o umbrelă înfășurată în staniol, și un recipient de la cafea umplut cu alte electronice.

Extraterestrul învață limba engleză repetând ceea ce spune Gertie în timp ce urmărea Sesame Street și, la îndemnul lui Elliott, își pune numele de „E.T.”. Acesta provine de la o revistă de benzi desenate citită de E.T., în care Buck Rogers, rămas singur, cere ajutor construind un dispozitiv de comunicare improvizat, aceasta inspirându-l să încerce aceeași modalitate de comunicare. El primește ajutor din partea lui Elliott pentru a construi un dispozitiv cu care să „sune acasă”, folosind o jucărie Speak & Spell. Michael își dă seama că sănătatea lui E.T. se șubrezește și că Elliott se referă la sine însuși ca „noi”.
De Halloween, Michael și Elliott îl deghizează pe E.T. într-o fantomă, pentru a-l poate scoate din casă. Elliott și E.T. merg cu bicicleta până în pădure, unde E.T. reușește să-și contacteze rudele de acasă. Dimineață, Elliott se trezește în câmp și descoperă că E.T. a plecat, așa că se întoarce acasa la familia sa, care era îngrijorată de faptul că nu-l puteau găsi. Michael îl caută pe E.T., îl găsește aproape mort într-un șanț și îl duce la Elliott, care este și el pe moarte. Mary devine îngrijorată atunci când află de boala fiului său și de extraterestrul aflat pe moarte. Apar și agenții guvernamentali care invadează casa. Oamenii de știință desfășoară echipamente medicale, punându-i în carantină pe Elliott și E.T. Conexiunea dintre ei dispare și E.T. pare să moară atunci când Elliott își revine. Acesta observă că planta pe care E.T. a înviat-o a murit din nou, dar își revine singură, și i-o duce la pat. E.T. își revine și dezvăluie faptul că semenii săi se întorc după el. Elliott și Michael fură duba în care fusese pus E.T. Autoritățile încearcă să-i prindă, dar sunt împiedicate de prietenii lui Michael pe bicicletă. Duba trece de bariera de poliție cu ajutorul telechineziei, ridicând bicicleta în aer și ghidând-o spre pădure.
Stând aproape de nava spațială, inima lui E.T. strălucește în timp ce se pregătește să se întoarcă acasă. Apar Mary, Gertie și „Keys”, un agent guvernamental. E.T. își ia rămas bun de la Michael și Gertie. Gertie îi arată lui E.T. floarea pe care a înviat-o. Înainte de a intra în nava spațială, E.T. îi transmite lui Elliott că „voi fi chiar aici”, îndreptând degetul strălucitor spre fruntea lui Elliott. Ia cu el floarea lui Gertie în nava spațială și pleacă, lăsând pe cer un curcubeu, în timp ce ceilalți îl privesc plecând.

## Distribuție
- Henry Thomas în rolul lui Elliott, un băiat singuratic de 10 ani. El căuta de mult timp un prieten, pe care îl găsește în E.T., care a fost uitat pe Pământ. Îl adoptă și formează împreună o legătură psihică și emoțională.
- Robert MacNaughton în rolul lui Michael, fratele de 16 ani al lui Elliott, care îl ironizează permanent. Îi salvează viața lui E.T.
- Drew Barrymore în rolul lui Gertie, sora răutăcioasă și sarcastică a lui Elliott în vârstă de cinci ani. La început se sperie de E.T., dar începe să-l placă.
- Dee Wallace în rolul lui Mary, mama copiilor, recent divorțată. Ea nu știe de prezența lui E.T. în casă.
- Peter Coyote în rolul lui „Keys”, un agent guvernamental. Nu i se vede fața până în cea de-a doua jumătate a filmului, numele său nu este niciodată menționat, acesta provenind de la brelocul pe care îl prinde de curea. Îi spune lui Elliott că a vrut să vadă un extraterestru încă de când avea zece ani.
- K. C. Martel, Sean Frye și C. Thomas Howell în rolul prietenilor lui Michael — Greg, Steve și Tyler. Ei îi ajută pe Elliott și E.T. să scape de autorități.
- Erika Eleniak în rolul tinerei fete pe care Elliott o sărută în clasă.

După ce a colaborat cu Cary Guffey la Close Encounters of the Third Kind, Spielberg se simțea încrezător în ceea ce privește lucrul cu o distribuție formată din copii. Au participat sute de copii la audițiile pentru rolul lui Elliott înainte ca Robert Fisk să-l propună pe Henry Thomas pentru rol. Thomas, care a dat proba într-un costum de Indiana Jones, nu s-a descurcat foarte bine, dar a atras atenția producătorilor după o scenă improvizată, în care, gândindu-se la câinele său mort, a reușit să plângă convingător. Robert MacNaughton s-a prezentat de opt ori la audițiile pentru rolul lui Michael. Spielberg a simțit că Drew Barrymore ar fi potrivită pentru tânăra și răutăcioasa Gertie după ce l-a impresionat cu o poveste în care ea era lidera unei formații de punk rock. Lui Spielberg i-a făcut plăcere să lucreze cu copii, declarând că această experiență l-a făcut să se simtă pregătit pentru a deveni tată.
Mare parte din vocea lui E.T. a fost interpretată de Pat Welsh, o bătrână din Marin County, California. Welsh fuma două pachete de țigări pe zi, obicei care i-a dat vocii sale calități pe care creatorul de efecte sonore Ben Burtt le-a apreciat. Ea a petrecut nouă ore și jumătate pentru a înregistra rolul ei, fiind plătită de Burtt cu 380$. Pentru a completa „vocea” lui E.T., Burtt a mai înregistrat alți 16 oameni și mai multe animale. Aceste voci au fost Spielberg; Debra Winger; soția lui Burtt răcită în timp ce dormea; o râgâitură din partea profesorului său de film de la USC și ratoni, vidre și cai.
Doctorii care lucrau la Centrul Medical USC au fost aleși să-i joace pe doctorii care încercau să-i salveze viața lui E.T. după ce agenții guvernamentali pun stăpânire pe casa lui Elliott. Spielberg a considerat că dacă ar fi pus actori să joace în rolurile lor, cu replici care conțin termeni medicali, nu s-ar comporta firesc. În timpul post-producției, Spielberg a decis să taie o scenă în care Harrison Ford juca rolul directorului școlii la care învăța Elliott. În acea scenă directorul îl certa pe Elliott pentru comportamentul său de la ore și îl avertiza cu privire la consumarea de băuturi alcoolice sub vârsta legală. El este apoi luat prin surprindere, deoarece scaunul lui Elliott se ridică singur în aer, în timp ce E.T. își levitează echipamentul de comunicare sus pe scară cu Gertie.

## Producție

### Dezvoltare

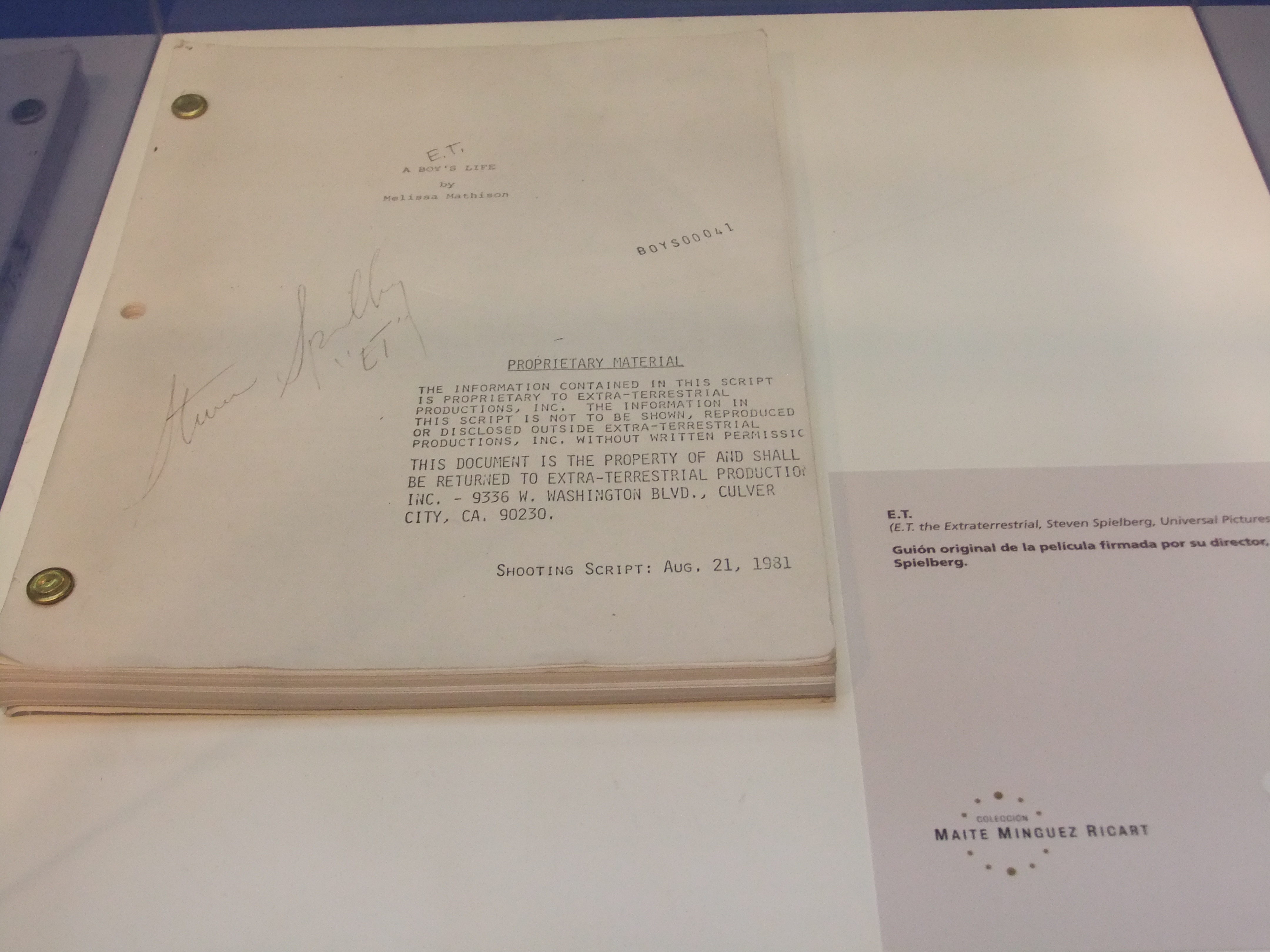
Scenariul original al filmului

După ce părinții săi au divorțat în 1960, Spielberg și-a umplut golul cu un prieten imaginar, un extraterestru. Spielberg a declarat că E.T. era „un prieten care ar fi putea fi fratele pe care nu l-am avut niciodată și tatăl pe care nu l-am mai simțit alături.” În 1978, Spielberg a anunțat că va filma Growing Up în 28 de zile. Proiectul a fost amânat din cauza întârzierilor avute la filmările lui 1941, dar conceptul unui scurt film autobiografic despre copilărie a rămas în planurile de viitor ale lui Spielberg. A luat în considerare și o continuare a Close Encounters of the Third Kind, și a început să elaboreze, alături de John Sayles, un proiect mai sumbru pe care l-a numit Night Skies. În acesta, mai mulți extratereștri terorizează o familie.
Filmările la Indiana Jones și căutătorii arcei pierdute din Tunisia l-au plictisit pe Spielberg, memoriile ființei imaginare din copilărie reieșind la suprafață. I-a spus scenaristei Melissa Mathison despre Night Skies, și a dezvoltat o nouă poveste derivată din acel proiect eșuat, în care Buddy, singurul extraterestru bun, se împrietenește cu un copil autist. Abandonul lui Buddy pe Pământ din scena finală a scenariului a servit ca inspirație conceptului E.T.. Mathison a schițat în opt săptămâni un scenariu intitulat E.T. and Me, pe care Spielberg l-a considerat perfect. Scenariul a mai trecut prin două revizuiri, prin care s-a scos prietenul „Eddie Haskellesc” al lui Elliott. Atunci au fost redactate scena cu urmărirea și cea în care E.T. se îmbată, sugerată de Spielberg. Reprezentanți ai Columbia Pictures, compania care producea Night Skies, s-au întâlnit cu Spielberg pentru a discuta pe marginea scenariului. Studioul l-a refuzat, considerându-l un film slab în genul celor făcute de compania lui Walt Disney, așa că Spielberg l-a abordat pe mai receptivul Sid Sheinberg, președinte al MCA.

### Pre-producție
Carlo Rambaldi, care a proiectat extratereștri pentru filmul Close Encounters of the Third Kind, a fost angajat să proiecteze animatronica lui E.T. Pictura lui Rambaldi, Women of Delta, l-a făcut să conceapă creatura cu un gât deosebit, extensibil. Fața creaturii a fost inspirată de fețele lui Carl Sandburg, Albert Einstein și Ernest Hemingway. Producătorul Kathleen Kennedy a vizitat Institutul Oftalmologic Jules Stein pentru a studia ochi falși și de sticlă. A angajat oameni de la acest institut pentru a se ocupa de ochii lui E.T., considerând că sunt importanți pentru atragerea audienței. Patru capete ale lui E.T. au fost create pentru filmări, unul principal și celelalte pentru expresii faciale, precum și un costum. Doi pitici, Tamara De Treaux și Pat Bilon, precum și Matthew DeMeritt, în vârstă de 12 ani, care s-a născut fără picioare, au filmat purtând acest costum, în funcție de scena în care se filma. În scenele în care E.T. mergea ciudat sau cădea, DeMeritt a mers în mâini. Capul păpușii E.T. a fost pus peste capul actorilor, aceștia putând vedea prin fantele din pieptul păpușii. Caprice Roth, un mim profesionist, a folosit proteze pentru a filma scenele cu mâinile lui E.T. Păpușa a fost creată în trei luni, costurile cu aceasta totalizând 1,5 milioane de dolari. Spielberg a declarat că păpușa era „ceva ce numai o mamă poate iubi.” Mars Incorporated a considerat că E.T. este așa de urât încât compania a refuzat să permită folosirea bomboanelor M&M în film, temându-se că ar speria copiii. The Hershey Company a văzut în E.T. oportunitatea de a-și promova pe atunci noile bomboane Reese's Pieces. Omul de știință și profesorul de tehnologie Henry Feinberg a creat dispozitivul de comunicare al lui E.T.

### Filmări
Filmările pentru E.T. au început în septembrie 1981. Proiectul a fost filmat cu numele de cod  A Boy's Life, pentru că Spielberg a vrut ca nimeni să nu descopere și să plagieze povestea. Actorii au fost nevoiți să-și citească replicile în spatele ușilor închise, iar toți angajații au intrat în platou numai pe baza cărților de identitate. Primele secvențe s-au turnat în două zile la un liceu din Culver City, iar echipajul și-a petrecut următoarele unsprezece zile mutându-se între Northridge și Tujunga. Pentru interioarele casei lui Elliott, echipajul a petrecut 42 de zile la Studiourile Culver. În ultimele șase zile s-au turnat secvențele finale ale filmului, într-o pădure de rășinoase din apropierea orașului Crescent. Spielberg a turnat filmul într-o ordine cronologică pentru a obține un joc actoricesc mai emoționant și mai credibil. În scenele în care Michael se întâlnește pentru prima dată cu un extraterestru, apariția creaturii l-a făcut pe MacNaughton să sară în spate și să doboare rafturile din spatele lui. Filmând în ordine cronologică, Spielberg a reușit să-i facă pe tinerii actori să se atașeze de E.T., făcând scenele de la spital mult mai emoționante. Spielberg s-a asigurat ca păpușarii să stea departe de platou pentru a menține iluzia unui extraterestru real. Pentru prima oară în carieră, el nu a planificat mare parte din scenele filmului, pentru ca actorii să fie spontani. Filmul a fost turnat în prima jumătate a sa în așa fel încât, cu excepția lui Dee Wallace, adulții nu se văd de la brâu în sus, ca un tribut adus desenelor animate ale lui Tex Avery. Filmările s-au desfășurat pe parcursul a 61 de zile, cu patru zile mai repede decât se planificase inițial. Conform lui Spielberg, scena memorabilă în care E.T. se deghizează într-un animal de pluș în dulapul lui Elliott i-a fost sugerată de colegul Robert Zemeckis, după ce a citit o schiță a scenariului pe care i-a trimis-o Spielberg.

### Muzică
Spielberg a colaborat pentru acest film cu John Williams, care a compus coloana sonoră a filmului, luând ca pe o provocare faptul că are de compus o coloană sonoră care să genereze simpatie pentru o creatură care arată așa de ciudat. La fel ca în colaborările anterioare, lui Spielberg i-a plăcut fiecare temă compusă de Williams, incluzându-le pe toate. Lui Spielberg i-a plăcut așa de mult muzica pentru scena urmăririi, încât a decis să modifice scena astfel încât ea să se potrivească cu acea temă. Williams a luat o abordare modernistă, folosindu-se de politonalitate, care se referă la sunetul a două note diferite cântate simultan. Modul lidian poate fi folosit într-un mod politonal. Williams a combinat politonalitatea și modul lidian pentru a da coloanei sonore calități mistice, de vis și eroice. În realizarea coloanei sonore s-a folosit de instrumente precum harpa, pianul, celesta și alte instrumente muzicale cu clape, precum și instrumente de percuție, care sugerează natura copilărească a lui E.T. și a dispozitivului său.

### Acuzațiile de plagiat
Au fost lansate mai multe acuzații conform cărora filmul a fost plagiat după scenariul filmului The Alien din 1967, al regizorului bengalez Satyajit Ray. Ray considera că „E.T. nu ar fi fost posibil fără scenariul lui The Alien, care era disponibil în Statele Unite în copii pentru mimeografe.” Spielberg a negat această acuzație, amintind de faptul că „Eram abia la liceu în perioada în care acest scenariu circula la Hollywood.” Revista Star Weekend contestă afirmația lui Spielberg, demonstrând faptul că el a absolvit cursurile liceale în 1965 și și-a început cariera de regizor la Hollywood în 1969. Pe lângă E.T., unii consideră că și Întâlnire de gradul trei ar fi fost inspirat de The Alien.
Regizorii Martin Scorsese și Richard Attenborough au demonstrat de asemenea că Spielberg s-a inspirat din scenariul lui Ray.

## Teme
La elaborarea lui E.T. Spielberg a fost influențat de divorțul părinților din timpul copilăriei sale. Gary Arnold de la The Washington Post a numit acest film „în esență o autobiografie spirituală, un portret al producătorului de film ca un copil obișnuit din suburbii, deosebit prin imaginația sa înflăcărată și mistică.” Se fac mai multe referiri la copilăria lui Spielberg: Elliott se preface că este bolnav ținându-și termometrul lipit de un bec în timp ce își acoperă fața cu o pătură electrică⁠(en)[traduceți], un truc folosit des de tânărul Spielberg. Scenele în care Michael se ia de Elliott fac referire la felul în care Spielberg își necăjea surorile mai mici, iar evoluția lui Michael de la chinuitor la protector reflectă faptul că Spielberg a fost nevoit să aibă grijă de surorile sale după ce tatăl i-a părăsit.
Criticii s-au concetrat pe paralele între viața lui E.T. și cea a lui Elliott, care este „înstrăinat” de pierderea tatălui său. A.O. Scott de la  The New York Times a scris că E.T. este „copilul găsit și în mod clar mai disperat”, cu Elliott „suferind în propriul fel din cauza faptului că-și dorește un cămin.” Numele E.T. este compus din prima și ultima literă a numelui lui Elliott. Spre mijlocul filmului se abordează tema maturizării. Criticul Henry Sheehan a descris filmul ca fiind un fel de Peter Pan din perspectiva unui Băiat Pierdut (Elliott): E.T. nu poate supraviețui fizic pe Pământ, așa cum Pan nu putea supraviețui din punct de vedere emoțional în Neverland; savanții guvernamentali iau locul piraților din Neverland. Vincent Canby de la The New York Times a observat în mod asemănător că filmul „reciclează gratuit elemente din [...] Peter Pan și Vrăjitorul din Oz”. Unii critici au sugerat faptul că imaginea suburbiei în filmul lui Spielberg este una foarte sumbră, contrară imaginii populare de loc idilic, sigur și liniștit. Conform lui A.O. Scott, „mediul suburban, cu copii nesupravegheați și părinți nefericiți, cu jucării stricate și mâncare nesănătoasă de firmă, par a fi ceva ieșit dintr-o poveste de Raymond Carver.” Charles Taylor de la Salon.com a scris că „filmele lui Spielberg, deși sunt des caracterizate astfel, nu sunt idealizări hollywoodiene ale familiilor și ale suburbiilor. Casele de aici abia se încadrează în ceea ce criticul cultural Karal Ann Marling numește «mărcile unei uzuri excesive»."
Alți critici au găsit paralele religioase între E.T. și Isus. Andrew Nigels a descris povestea lui E.T. ca fiind „crucificată de știința militară” și „înviată de dragoste și credință”. Conform biografului lui Spielberg Joseph McBride, Universal Pictures s-a adresat direct pieței creștine, cu un poster care amintește de Crearea lui Adam a lui Michelangelo și un logo reprezentat de cuvântul „Pace”. Spielberg a răspuns spunând că nu a intenționat să facă din film o parabolă religioasă, glumind „Dacă m-aș fi dus la mama mea și i-aș fi spus «Mamă, am făcut acest film care este o parabolă creștină», ce credeți că ar spune?” Ea are un restaurant evreiesc pe strada Pico și Doheny în Los Angeles."
Pentru că E.T. a atras un număr mare de critici de film, mai mulți scriitori au analizat și ei filmul în multe alte feluri. E.T. a fost interpretat ca fiind un basm modern în termeni psihanalitici. Producătorul Kathleen Kennedy a observat că una dintre temele majore ale lui E.T. este toleranța, care s-a dovedit a fi o temă centrală în filmele lui Spielberg ce aveau să urmeze precum Lista lui Schindler. Fiind un adolescent singuratic, Spielberg a considerat că filmul spune o „poveste pentru copii”. Tema comunicării, caracteristică lui Spielberg, este legată de cea a înțelegerii mutuale: el a sugerat că prietenia dintre extratereștri și oameni este o analogie la felul în care adversari din lumea reală pot învăța cum să-și depășească diferențele.

## Recepție

### Lansare și încasări
E.T. a avut o avanpremieră în Houston, Texas, primind note mari din partea publicului. Premiera filmului a avut loc la gala de închidere a Festivalului de Film de la Cannes din 1982, și a fost lansat în Statele Unite pe 11 iunie 1982. Din punctul de vedere al încasărilor s-a clasat pe primul loc, cu 11 milioane de dolari, și a rămas pe primul loc în box office timp de șase săptămâni; după aceasta, a oscilat între prima și a doua poziție până în octombrie, revenind pe prima poziție pentru ultima dată în decembrie.
În 1983, filmul a depășit Star Wars, filmul cu cele mai mari încasări de până atunci, iar până la sfârșitul anului a strâns 619 milioane de dolari la nivel mondial, dintre care 359 de milioane de numai în America de Nord. Spielberg a câștigat 500.000$ pe zi din partea sa de profit, iar profiturile companiei The Hershey au crescut cu 65% datorită folosirii bomboanelor Reese's Pieces în film. „Fan Clubul Oficial Official E. T.” a oferit fotografii, știri prin care „sunt redescoperite momentele de neuitat și scenele preferate” și o înregistrare fonografică cu „sună acasă” și alte materiale audio.
Filmul a fost relansat în 1985 și 2002, încasând încă 60 de milioane respectiv 68 de milioane de dolari, ajungându-se la încasări totale de 792 de milioane de dolari cu 435 de milioane numai din Statele Unite ale Americii. E.T. a deținut recordul mondial pentru încarsări până a fost depășit în 1993 de un alt film regizat de Spielberg, Jurassic Park, dar a reușit să mai dețină recordul pentru încasări domestice pentru încă patru ani, până când relansarea lui Star Wars și-a reluat acest record. A fost lansat pe 27 octombrie 1988 pe VHS și laserdisc; pentru a combate pirateria, banda și rotorul casetelor video erau colorate în verde, iar caseta avea un abțibild holografic cu logoul Universal din 1963 (la fel ca hologramele de pe un card de credit) și codată cu Macrovision. Numai în America de Nord, vânzările de casete VHS au ajuns la 75 de milioane de dolari.
E.T. a fost primul film major care a fost serios afectat de piraterie. Acest lucru s-a datorat publicului din anumite zone care nu a mai avut răbdare să aștepte ca E.T. să ajungă și în cinematografele lor; un grup ilegal le-a venit în întâmpinare: a intrat în posesia unei copii a filmului pentru o noapte prin mituirea unui proiecționist, și a înregistrat proiectarea filmului cu dispozitive de captură audio și video. Această înregistrare a fost multiplicată foarte mult și vândută ilegal.

### Recenzii

Revista Empire a numit zborul lui Elliott și a lui E.T. spre pădure momentul cel mai magic din cinematografie. Imaginea celor doi înconjurați de lună este în prezent simbolul filmelor lui Spielberg și a companiei sale de film și televiziune Amblin Entertainment.

Filmul a fost lăudat de critici. Roger Ebert a menționat, printre altele, că „nu este doar un film bun. Este unul din acele filme care ne înlătură toate dubiile și ne câștigă inimile”. Michael Sragow de la revista Rolling Stone l-a numit pe Spielberg „un Jean Renoir al spațiului.... Pentru prima dată, [el] a reușit să-și folosească abilitățile tehnice care îți taie răsuflarea, punându-le în serviciul celor mai adânci sentimente”. Leonard Maltin l-a inclus în lista sa cu „100 de filme ale secolului al XX-lea pe care trebuie să le vezi”, fiind doar unul din cele două filme din anii '80 incluse în această listă. George Will a fost unul din puținii critici care au oferit recenzii negative, considerând că acesta răspândește noțiuni subversive despre copilărie și știință.
E.T. the Extra-Terrestrial are un rating de 98% la Rotten Tomatoes și un scor de 94 pe Metacritic. Pe lângă mai mulți critici care au oferit recenzii pozitive, președintele Ronald Reagan și prima doamnă Nancy Reagan au fost mișcați de film după ce acesta a rulat la Casa Albă pe 27 iunie 1982. Prințesa Diana a izbucnit în lacrimi după ce a văzut filmul. Pe 17 septembrie 1982, filmul a rulat în cadrul unei întâlniri ale Națiunilor Unite, unde Spielberg a primit Medalia pentru Pace.

### Premii și nominalizări
Filmul a fost nominalizat la nouă premii Oscar la premiile din 1983, inclusiv la categoria Cel mai bun film. Premiul a fost câștigat de  Gandhi, dar regizorul acestuia, Richard Attenborough, a declarat că, „Am fost sigur nu numai că E.T. va câștiga, dar că ar trebui să câștige. A fost inventiv, puternic, frumos. Eu fac filme mai banale.” A câștigat patru Premii Oscar la categoriile Cea mai bună coloană sonoră, Cel mai bun mixaj sonor (Robert Knudson, Robert Glass, Don Digirolamo, Gene Cantamessa), Cea mai bună editare sonoră (Charles L. Campbell și Ben Burtt), și Cele mai bune efecte vizuale (Carlo Rambaldi, Dennis Muren și Kenneth F. Smith).
La Globurile de Aur 1983, filmul a câștigat premiul de Cel mai bun film la categoria dramă și Cea mai bună coloană sonoră; a mai fost nominalizat la categoriile Cel mai bun regizor, Cel mai bun scenariu, și Cel mai bun nou actor pentru Henry Thomas. Asociația Criticilor de Film din Los Angeles i-a acordat filmului premiile pentru Cel mai bun film, Cel mai bun regizor și premiul „Noua generație” pentru  Melissa Mathison.
Filmul a mai câștigat premii Saturn pentru Cel mai bun film științifico-fantastic, Cel mai bun scenariu, Cele mai bune efecte speciale, Cea mai bună muzică și Cel mai bun poster, în timp ce Henry Thomas, Robert McNaughton și Drew Barrymore au câștigat Premiul pentru Artiști Tineri. Pe lângă premiile Globul de Aur și Saturn, compozitorul John Williams a mai câștigat pentru coloana sonoră două Premii Grammy și un BAFTA. E.T. a primit premii și în străinătate: Cel mai bun film străin la Blue Ribbon Awards în Japonia, Premiile Criticilor de Cinema din Spania, mai multe premii César în Franța și David di Donatello în Italia.
În sondajele Institutului American de Film, E.T. Extraterestrul a fost votat al douăzeci și patrulea cel mai bun film al tuturor timpurilor, al 44-lea cel mai înfiorător film, și al șaselea cel mai stimulant film. Alte sondaje AFI îl consideră ca fiind al paisprezecelea film ca cea mai bună coloană sonoră și al treilea cel mai bun film științifico-fantastic. Replica „E.T. phone home” (română E. T. sună acasă) a fost inclusă pe locul al cincisprezecelea în lista AFI 100 de Ani...100 de replici memorabile, și a 48-a în topul replicilor de film condus de revista Premiere. Personajul Elliott a fost nominalizat pentru AFI's 100 Years...100 Heroes & Villains să facă parte din cei 50 cei mai mari eroi. În 2005, filmul s-a clasat pe primul loc într-un sondaj condus de Channel 4 privind cele mai bune filme 100 de filme de familie, iar revista Time l-a inclus în lista celor mai bune 100 de filme făcute vreodată.
În 2003, Entertainment Weekly a numit filmul ca fiind al optulea film din categoria „cel care stoarce cele mai multe lacrimi”. În 2007, într-un sondaj care a inclus pe lângă filme și seriale, aceeași revistă a numit E.T. a șaptea cea mai mare operă științifico-fantastică din ultimii 25 de ani. The Times l-a numit pe E.T. al nouălea cel mai bun extraterestru din filme, „unul din cei mai iubite personaje care nu este om din cultura populară”. Filmul se află și printre primele zece filme ale listei listei BFI a celor 50 de filme pe care trebuie să le vezi până la vârsta de 14 ani.  În 1994, E.T. a fost ales pentru păstrare în Registrul Național de Film al Statelor Unite ale Americii.
În 2011, ABC l-a difuzat în cadrul programului Cele mai bune filme din timpurile noastre, dezvăluind faptul că în urma unui sondaj al fanilor condus de ABC și revista People, E.T. a fost selectat ca al cincilea cel mai bun film din toate timpurile și al doilea cel mai bun film științifico-fantastic.
La 22 octombrie 2012, Madame Tussauds a dezvelit o statuie din ceară care îl reprezintă pe E.T., fiind multiplicată pentru a fi expusă în șase din muzeele din toată lumea.

## Varianta aniversară
O variantă aniversară extinsă a filmului, cu efecte speciale modificate, a fost lansată pe 22 martie 2002. Mai multe secvențe din E.T. l-au deranjat pe Spielberg începând cu anul 1982, pentru că atunci nu a avut destul timp să perfecționeze animatronicile. Imagini generate de computer (CGI), produse de Industrial Light & Magic (ILM), au fost folosite pentru a modifica mai multe scene, inclusiv cea din secvența în care E.T. fuge și este descoperit prin lanul de porumb. Designul navei spațiale a fost schimbat pentru a include mai multe lumini. Scene filmate care nu au fost incluse în varianta originală au fost introduse în această variantă. Printre acestea se numără cea cu E.T. făcând baie, și cea în care Gertie i-a transmis lui Mary că Elliott a plecat prin pădure în noaptea de Halloween. Spielberg nu a inclus și scena cu Harrison Ford, temându-se că aceasta ar schimba filmul prea mult. Spielberg a devenit mai sensibil și în ceea ce privește scena în care agenții federali se confruntă cu Elliott și prietenii săi folosindu-se de pistoale, înlocuindu-le cu stații de emisie-recepție.
La premieră, John Williams a dirijat o interpretare live a coloanei sonore. Noua lansare a strâns 68 de milioane de dolari în total, cu 35 de milioane din Canada și Statele Unite. Schimbările aduse filmului, în special scenei evadării, au fost criticate pentru corectitudine politică. Peter Travers de la Rolling Stone s-a întrebat, „Vă amintiți de acele pistoale pe care le purtau agenții? Mulțumită miracolului digital, sunt acum niște stații de emisie-recepție fluturate în aer.... Asta e ceea ce două decenii au reușit să dăuneze libertății de exprimare?” Chris Hewitt de la Empire a scris că, „Schimbările sunt surprinzător de subtile...în timp ce CGI-urile ILM sunt aplicate lui E.T. în așa fel încât vin în completarea extraordinare păpuși a lui Carlo Rambaldi”. South Park a ridiculizat multe dintre schimbări în episodul „Free Hat” din 2002.
Lansarea pe două DVD-uri care a urmat la 22 octombrie 2002 conținea varianta originală și cea aniversară extinsă care celebrează douăzeci de ani de la lansarea inițială a filmului. Spielberg a cerut personal ca varianta originală să fie inclusă. Acest DVD, alături de o ediție pe trei DVD-uri conținând o carte despre cum s-a turnat filmul și alte lucruri speciale care nu erau disponibile pe varianta cu două discuri, au fost plasate în moratoriu pe 31 decembrie 2002. E.T. a fost re-relansat pe DVD pe un singur disc în 2005, numai cu ediția aniversară de douăzeci de ani.
Într-un interviu din iunie 2011, Spielberg a declarat că în viitor:

Nu vor mai fi îmbunătățiri digitale sau adăugiri digitale pentru nimic bazat pe orice film regizez.... Atunci când oamenii mă întreabă care dintre filmele E.T. ar trebui să le urmărească, întotdeauna le spun să se uite la E.T.-ul original din 1982. Dacă ați observat, atunci când am relansat E.T. am pus două E.T.-uri. Am inclus varianta îmbunătățită digital și cu scenele adiționale gratuit, în același pachet, pe lângă varianta originală din 1982.
O variantă care aniversează 30 de ani de la apariția filmul a fost lansată pe 9 octombrie 2012 pe Blu-ray și DVD, care a inclus o variantă restaurată a filmului original, reinsistând pe prim-planurile animatronice originale și pe pistoale.

## Alte ilustrări

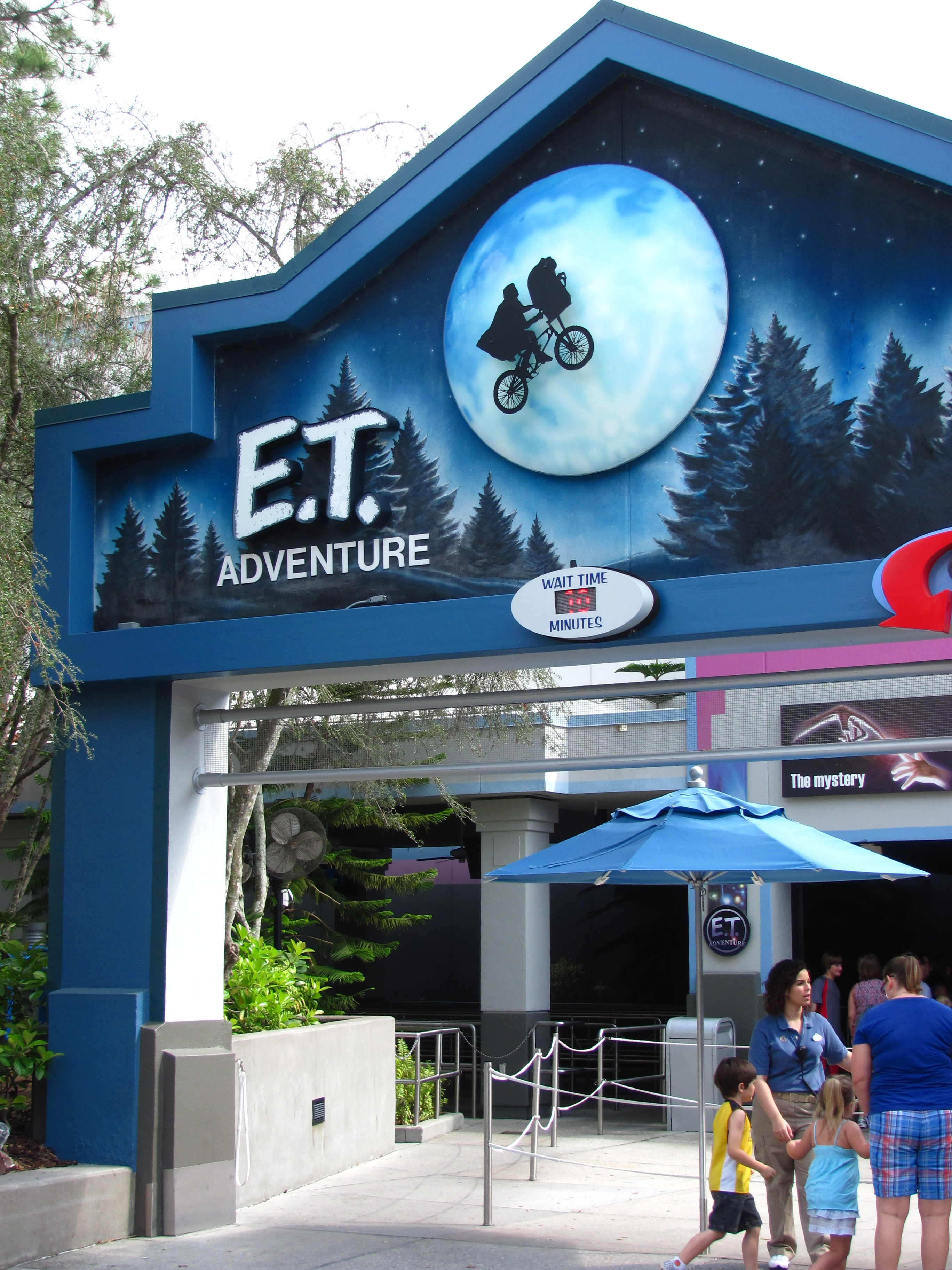
Intrarea în parcul de distracții E.T. Adventure.

În iulie 1982, în timp ce E.T. rula în cinematografe, Spielberg și Mathison au schițat o continuare a lui E.T. denumită E.T. II: Nocturnal Fears (română E.T. II: Frici Nocturne). În aceasta Elliott și prietenii săi sunt răpiți de extratereștri diabolici, iar băieții încearcă să îl contacteze pe E.T. pentru ajutor. Spielberg a decis să oprească proiectul, simțind că „nu ar face nimic altceva decât să-i răpească originalului virginitatea”.
Atari, Inc. a făcut un joc video bazat pe film pentru Atari 2600. Lansat în 1982, este considerat a fi unul din cele mai slabe jocuri video făcute vreodată, care a contribut la criza jocurilor video din 1983.
William Kotzwinkle, autor al romanizării filmului, a scris o continuare, E.T.: The Book of the Green Planet, publicată în 1985. În aceasta, E.T. se întoarce acasă pe planeta Brodo Asogi, dar este trimis în exil. E.T. încearcă apoi să se întoarcă pe Pământ încălcând toate legile din Brodo Asogi. E.T. Adventure, un parc de distracții, a fost deschis la Universal Studios Florida în 1990. Atracția de 40 de milioane de dolari le avea pe cele două personaje principale ale filmului zicând la revedere vizitatorilor pe nume.
În 1998, E.T. a primit licența pentru a fi difuzat în cadrul anunțurilor de interes public produse de Progressive Corporation. În acestea, vocea lui E.T. le amintea șoferilor să-și pună centura de siguranță. Au fost plasate în mai multe locuri din Statele Unite semne rutiere cu un E.T. stilizat purtând o centură de siguranță. În următorul an, British Telecommunications a lansat campania „Stay in Touch”, cu E.T. vedeta mai multor reclame. Sloganul campaniei a fost „B.T. îl are pe E.T.”, unde „E.T.” însemna și „extra technology”. La sugestia lui Spielberg, George Lucas a inclus membri din specia lui E.T. ca personaje de fundal în Star Wars Episode I: The Phantom Menace (1999).